# Kiss Gergely (vízilabdázó)
Kiss Gergely, Kiss Gergő (Budapest, 1977. szeptember 21. –) háromszoros olimpiai bajnok magyar vízilabdázó, jogász.

## Életpályája
A középiskolát a budapesti Madách Imre Gimnáziumban végezte, 2005-ben jogi diplomát szerzett a Szegedi Tudományegyetem Állam- és Jogtudományi karán. Nős, felesége Valkai Anna vízilabdázó. Három gyermek, Olívia (2016), Viktória (2003) és Patrícia (2006) édesapja.

## Sportpályafutása
1986-ban kezdett vízilabdázni a BVSC-ben, majd 1990-től a Tungsram játékosa volt. 1993-ban ifjúsági Európa-bajnokságot nyert. Már ebben az évben tagja lett a felnőtt válogatott bő keretének. A nemzeti csapatban 1994 márciusában Görögország ellen mutatkozhatott be. Ugyanebben az évben junior Európa-bajnoki, egy év múlva a korosztály világbajnoki címét szerezte meg. 1995-ben a Tungsram megszűnése után a Kordax, majd egy év múlva a Ferencváros játékosa lett, mellyel a LEN-kupa döntőjébe jutott. 1997-ben felnőtt Európa-bajnok, 1998 januárjában vb-ezüstérmes lett. Az 1997-98-as szezonban a Posillipo Napoliban szerepelt. Csapatával megnyerte a bajnokok ligáját. A következő évadban visszatért Magyarországra és az Újpesthez igazolt, akikkel elhódította a LEN-kupát. 1999-ben ismét Európa-bajnok lett. 1999-től ismét Olaszországba szerződött. 2000-ben olimpiai bajnok lett.
2001-ben az Európa-bajnokságon bronzérmes, a fukuokai világbajnokságon ötödik volt. Ebben az évben a Budapest Honvéd játékosa lett. A 2002-es bajnoki döntőben egy verekedés után arccsonttörést szenvedett. Sérülése ellenére szerepelt a BL döntőjében, ahol csapata második lett. Ezt az eredményt megismételték 2003-ban is. 2003-ban bronzérmes lett az Európa-bajnokságon és első a világbajnokságon. 2004-ben olimpiai bajnok és BL- és szuperkupa-győztes lett. Ebben az évben a világ legjobb játékosának választották. A magyar év sportolója szavazáson negyedik volt.
2005-ben vb, 2006-ban vk és Eb, 2007-ben ismét vb második volt a válogatottal. 2008-ban a montenegrói Kotorba szerződött. Ebben az évben az Európa-bajnokságon harmadik, az olimpián sorozatban harmadszor első lett. 2009 decemberében szilánkos ujjtörést szenvedett. A 2009-es vb-n ötödik volt a válogatott játékosaként. Ezt követően bejelentette, hogy 2010-ben nem szerepel a nemzeti csapatban. Klubjával megnyerte az Euroligát és az európai szuperkupát. 2010-ben Euroliga-döntős volt. Ezt követően kétéves szerződést kötött a Vasassal. A 2011-es vb-n negyedik volt. Klubjával második lett a bajnokságban. 2012-ben az Európa-bajnokságon bronzérmet szerzett, az olimpián ötödik lett. A Vasassal bajnokságot nyert. A következő szezontól a Honvédban szerepelt.
2013-ban megalakította az úszással és vízilabda előkészítő-tanfolyamokkal foglalkozó Modern Sport Akadémiát. 2022-ben a MATE-Gödöllői EAC-MSA vezetője lett.

## Eredményei
- Olimpiai bajnok (2000, 2004, 2008)
- Világbajnok (2003)
- Európa-bajnok (1997, 1999)
- Világliga-győztes (2003, 2004)
- Euroliga győztes (1998, 2004, 2009)
- Euroliga (volt BL) döntős (2002, 2003, 2005)
- Magyar bajnok (2002, 2003, 2004, 2005, 2006, 2012)
- Magyar bajnoki ezüstérmes (2007, 2011)
- Magyar bajnoki bronzérmes (1997, 2008)
- Olasz bajnoki ezüstérmes (1998)
- Montenegrói bajnoki ezüstérmes (2009, 2010)
- Magyar Kupa arany (1996–1997, 2006)
- Máltai Kupa arany (2013)
- ifjúsági Eb 1. (1993)
- junior Eb 1. (1994)
- junior vb 1. (1995)
- Aranysapka (2000, 2004)

## Díjai, elismerései
- Kiváló ifjúsági sportoló-díj (1995, 1996, 1997)
- Az év magyar csapatának tagja (2000)
- A Magyar Köztársasági Érdemrend tisztikeresztje (2000)
- Aranysapka (2000, 2004)
- A Magyar Köztársasági Érdemrend középkeresztje (2004)
- A Magyar Köztársasági Érdemrend középkeresztje a csillaggal (2008)
- Budapest díszpolgára (2008)
- I. osztályú "Honvédelemért" kitüntetés (2008)
- Az év magyar vízilabdázója (2009)
- Miniszteri elismerő oklevél (2012)
- Az úszósportok Hírességek csarnoka tagja (2015)[2]
- Erzsébetváros díszpolgára (2017)[3]

## Könyvei
- Életem a játék. Egy háromszoros olimpiai bajnok küzdelmei a vízben és a parton; közrem. Nedbál Miklós, Dobos Sándor, Serényi Péter; Libri, Bp., 2014
- Életem a játék. Egy háromszoros olimpiai bajnok küzdelmei a vízben és a parton; közrem. Nedbál Miklós, Dobos Sándor, Serényi Péter; bőv. kiad.; szerzői, Bp., 2020